# 小行星7725
小行星7725（英語：7725 Selʹvinskij）是一颗围绕太阳公转的小行星。1972年9月11日，尼古拉·切爾尼赫在克里米亚发现了此天体。
这颗小行星的绝对星等为221.7534184600869等。